# Estländische Ritterschaft

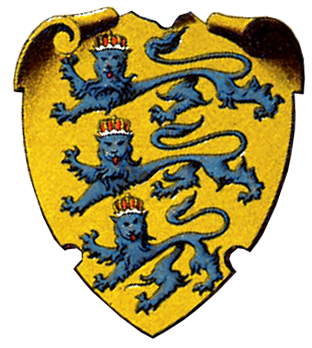
Wappen der Estländischen Ritterschaft

Die Estländische Ritterschaft war von der zweiten Hälfte des 16. Jahrhunderts bis 1920 der politische und rechtliche Zusammenschluss des vornehmlich deutschbaltischen Adels im Norden des heutigen Estlands. Diese war davor in der Harrisch-Wierischen Ritterschaft zusammengeschlossen.
Durch die vom jeweiligen Souverän garantierten Standesprivilegien, den politischen Einfluss und den agrarischen Großgrundbesitz war die Ritterschaft außerhalb der Städte bis zum Ende des 19. Jahrhunderts die herrschende Schicht des Landes. Die Estländische Ritterschaft hatte ihren Sitz auf dem Domberg zu Reval.
Sie ist Mitglied im Verband der Baltischen Ritterschaften.

## Zugehörigkeit
Ursprünglich zählte in Estland jeder, der mit einem Rittergut belehnt worden war, zur Estländischen Ritterschaft. Als jedoch schwedische Könige damit begannen, nichtadeligen Söldnerführern Güter in Estland zu übergeben, und als auch Bürger von Reval und Narva ihr Vermögen in Rittergütern anlegten, erwuchs der Ritterschaft die Notwendigkeit, sich von diesen abzugrenzen und eine Matrikel zu schaffen. In Kurland bestand eine solche seit 1620 und in Schweden seit 1625. Die 1648 erwirkte Erlaubnis der Königin Christina zur Anlegung einer Matrikel der Estländischen Ritterschaft wurde jedoch nicht umgesetzt, nachdem die Königin und ihre Nachfolger die meisten jener Söldnerführer und Bürger in den Adelsstand erhoben. Die Vorarbeiten für die Adelsmatrikel begannen im Januar 1729, die Eintragungen erfolgten ab 1745. Die Adelsmatrikel der Estländischen Ritterschaft besteht erst seit 1756. Insgesamt wurden 308 Geschlechter bei der Estländischen Ritterschaft immatrikuliert, von denen heute noch 179 bestehen.

## Geschichte

### Schwedische Zeit
Während des Livländischen Kriegs (1558–1583) wurde immer mehr die militärische Überlegenheit Schwedens im Ostseeraum deutlich. Zwischen dem 4. und 6. Juni 1561 leistete der deutschbaltische Adel Estlands freiwillig einen Treueeid auf den schwedischen König Erik XIV. Damit fand die Herrschaft des Deutschen Ordens in Estland ein Ende.
1584 bildete der Adel aus den estnischen Landkreisen Harju (deutsch Harrien), Järva (Jerwen) und Viru (Wierland) die Estländische Ritterschaft. Im selben Jahr schloss sich der Adel von Lääne (Wiek) einschließlich der Insel Hiiumaa (Dagö) der Ritterschaft an. Die estländische Ritterschaft ist damit die älteste der vier deutschbaltischen Ritterschaften.
Das Gebiet der Ritterschaft umfasste den Nordteil des heutigen Estlands. Die Insel Saaremaa (Ösel) behielt ihre eigene Ritterschaft. Hauptinitiator der Estländischen Ritterschaft war neben dem deutschbaltischen Adel der einflussreiche schwedische Befehlshaber und Politiker Pontus de la Gardie.
Bei der Ritterschaft lag (außerhalb der Städte mit ihrer kommunalen Selbstverwaltung) die eigentliche Macht in Estland. Die althergebrachten Landesprivilegien der Ritterschaft wurden bei Thronbesteigung vom jeweiligen Monarchen über Estland bestätigt und erneuert. Die Privilegien der Ritterschaft sahen eine weitreichende Autonomie sowohl bei der Verwaltung des Landes als auch in der Rechtsprechung über die deutsche und estnische Bevölkerung vor. Sie garantierten die Ausübung der evangelisch-lutherischen Religion Augsburger Konfession. Deutsch war Behördensprache.
Die schwedische Staatsmacht war zwar durch einen Generalgouverneur vertreten. Ihm waren aber zwei aus dem estländischen Adel gewählte Berater als Regierungsräte beigegeben. Die Interessen der Ritterschaft wurden vor allem von einem Landtag vertreten, der regelmäßig zusammentrat. Vorsitzender der Ritterschaft war der Ritterschaftshauptmann, der in der Regel vom Landtag für eine Amtszeit von drei Jahren gewählt wurde.

### Russische Zeit
1710 wurde Estland vom russischen Zaren Peter I. erobert. Im Frieden von Nystad 1721 erkannte Schweden den Gebietsverlust völkerrechtlich an. Zar Peter und seine Nachfolger garantierten der Estländischen Ritterschaft auch weiterhin ihre Privilegien. Das Verwaltungssystem, die Eigentumsverhältnisse und die Selbstverwaltung der Adligen blieben erhalten. Das Land behielt die evangelisch-lutherische Religion und Deutsch als Verwaltungssprache bei. Umgekehrt gelobten die deutschbaltischen Adligen dem Zaren Loyalität. Es wurde das Gouvernement Estland gebildet, die zaristische Staatsmacht wurde durch einen Generalgouverneur in Tallinn (Reval) vertreten.
Mit der Thronbesteigung des russischen Zaren Alexanders II. 1855 erkannte dieser erstmals die hergebrachten Privilegien der Estländischen Ritterschaft nicht mehr an. Aber erst Zar Alexander III. versuchte aktiv, die Sonderrechte der Ritterschaft aufzuheben. Ziel war die Schaffung eines russifizierten Einheitsstaates, was in Estland aber nur teilweise gelang.

### Republik Estland
Im Zuge der Oktoberrevolution in Russland 1917 und der Wirren des Ersten Weltkriegs erklärte Estland am 24. Februar 1918 als Republik seine staatliche Unabhängigkeit von Russland. Versuche des deutschen Kaiserreichs, das Baltikum mit der Schaffung des Vereinigten Baltischen Herzogtums politisch unter deutsche Oberhoheit zu bringen, scheiterten im November 1918. Im Estnischen Freiheitskrieg gegen Sowjetrussland und gegen die vornehmlich deutschbaltische Landeswehr konnte Estland seine staatliche Unabhängigkeit militärisch behaupten. Die Estländische Ritterschaft wurde daraufhin als Körperschaft des öffentlichen Rechts aufgelöst.
Die Estnische Verfassung von 1920 hob endgültig alle Standes- und Adelsprivilegien auf, wodurch der politische Einfluss der Ritterschaft endete. Eine Enteignung des deutschbaltischen Großgrundbesitzes (Rittergüter) bildete den Kern des neuen estnischen Agrarstaates, entzog aber den meisten Adligen auf dem Lande die wirtschaftliche Existenzgrundlage. Viele Deutschbalten siedelten nach Deutschland über.

### Zweiter Weltkrieg und danach
Als 1939 aufgrund des Deutsch-sowjetischen Nichtangriffspakts auf Geheiß Hitlers die in Estland verbliebenen Deutschbalten ihre angestammte Heimat verließen, waren davon auch alle ritterschaftlichen Familien betroffen, die im Lande geblieben waren.
1949 schlossen sich die Überlebenden des Zweiten Weltkriegs in Deutschland zum Verband der Baltischen Ritterschaften e. V. zusammen, in den auch die Familien der ehemaligen Estländischen Ritterschaft integriert sind. Ziel des Verbandes ist es, „gemeinsame Traditionen zu bewahren, das Bewusstsein einer gemeinsamen Vergangenheit mit den Baltischen Staaten aufrechtzuerhalten und das Verständnis für das Baltikum in den westlichen Ländern zu vertiefen“.

## Wappen der Ritterschaft
Drei schreitende, vertikal angeordnete blaue Leoparden zieren seit 1918 das Wappen der Republik Estland. Es ist dasselbe Wappen, das die Estländische Ritterschaft seit der dänischen Zeit im 13. Jahrhundert führt. Es ist abgeleitet vom Wappen Dänemarks.

## Ritterschaftshauptmänner der Estländischen Ritterschaft
- 1593–1598: Tönnes Maydell
- 1598–1600: Johann von Rosen
- 1600–1605: Heinrich Christoph Treiden
- 1605–1612: Robrecht Taube
- 1612–1617: Bernhard von Scharenberg
- 1617–1624: Hans Fersen
- 1624–1629: Bernd Taube
- 1629–1632: Arend Metztacken
- 1632–1635: Otto von Uexküll
- 1635–1640: Bernhard von Saltza
- 1640–1643: Johann von Uexküll
- 1643–1644: Dietrich Taube
- 1644–1647: Johann von Brackel
- 1647–1650: Johann von Hastfer
- 1650–1653: Dietrich Taube
- 1653–1659: Carl von Hastfer
- 1659–1663: Frommhold von Tiesenhausen
- 1663–1667: Fabian von Wrangell
- 1667–1671: Reinhold von Ungern-Sternberg
- 1671–1676: Berend Johann von Uexküll I
- 1676–1680: Georg Johann von Löwen
- 1680–1687: Otto von Rehbinder
- 1687–1690: Nils von Stackelberg
- 1690–1691: Tönnis Johann von Bellingshausen
- 1691–1694: Otto Magnus von Essen
- 1694–1696: Johann Adolf Clodt von Jürgensburg
- 1696–9999: Carl Magnus von Rehbinder
- 1696–1697: Reinhold von Ungern-Sternberg
- 1697–1701: Otto Fabian von Wrangell
- 1701–1702: Heinrich von Bistram
- 1702–1705: Bengt Gustav von Rosen
- 1705–1706: Fabian Ernst Stael von Holstein
- 1706–1709: Berend Reinhold von Wrangell
- 1709–1710: Georg Detloff von Uexküll
- 1710–1711: Fromhold Johann von Taube
- 1711–1713: Berend Johann von Wrangell
- 1713–1715: Berend Johann von Schulmann
- 1715–1720: Erich Dietrich von Rosen
- 1720–1723: Hans Heinrich von Fersen
- 1723–1724: Gustav Magnus von Rehbinder
- 1724–1725: Jakob Johann von Tiesenhausen
- 1725–1728: Jakob Heinrich von Ulrich
- 1728–1731: Hans Heinrich von Tiesenhausen
- 1731–1734: Otto Heinrich von Rehbinder
- 1734–1737: Gustav Reinhold von Löwen
- 1737–1740: Christopher Engelbrecht von Kursell
- 1740–1741: Adam Friedrich von Stackelberg
- 1741–1744: Berend Heinrich von Tiesenhausen
- 1744–1747: Magnus Wilhelm von Nieroth
- 1747–1753: Otto Magnus von Stackelberg
- 1753–1770: Friedrich Johann von Ulrich
- 1770–1771: Gustav Reinhold von Ulrich
- 1771–1772: Fabian Ernst Stael von Holstein
- 1772–1774: Berend Heinrich von Tiesenhausen
- 1774–1777: Johann Ernst von Fock
- 1777–1780: Otto Wilhelm von Budberg
- 1780–1783: Gustav Friedrich von Engelhardt
- 1783–1783: Moritz Engelbrecht von Kursell
- 1783–1786: Moritz Engelbrecht von Kursell
- 1786–1789: Heinrich Johann von Brevern
- 1789–1792: Hermann Ludwig von Löwenstern
- 1792–1795: Johann Jakob von Patkul
- 1795–1796: Alexander Philipp von Saltza
- 1796–1800: Alexander Philipp von Saltza
- 1800–1803: Jakob Georg von Berg
- 1803–1806: Gustav Heinrich von Wetter-Rosenthal
- 1806–1809: Berend Johann von Uexküll II
- 1809–1811: Otto Gustav von Stackelberg
- 1811–1815: Jakob Georg von Berg
- 1815–9999: Paul von Tiesenhausen
- 1815–1818: Magnus Johann von Baer
- 1818–1824: Otto von Rosen
- 1824–1827: Paul Friedrich von Benckendorff
- 1827–1830: Georg Woldemar von Lilienfeld
- 1830–1836: Johann Engelbrecht Christoph von Grünewaldt
- 1836–1842: Rudolph von Patkul
- 1842–1845: Otto Gustav von Lilienfeld
- 1845–1848: Heinrich Magnus Wilhelm von Essen
- 1848–1851: Moritz Edwin Adelbert von Engelhardt
- 1851–1854: Gustav Hermann Christoph von Benckendorff
- 1854–1857: Konstantin von Ungern-Sternberg
- 1857–1862: Alexander Friedrich von Keyserling
- 1862–1868: Alexander von der Pahlen
- 1868–1869: Nikolai von Dellingshausen
- 1869–1871: Gustav von Ungern-Sternberg
- 1871–1878: Eduard von Maydell
- 1878–1881: Reinhold von Rehbinder
- 1881–1884: Wilhelm von Wrangell
- 1884–1886: Woldemar von Tiesenhausen
- 1886–1889: Georg Moritz Magnus von Engelhardt
- 1889–1892: Eduard von Maydell
- 1892–1893: Johann Georg Ernst von Grünewaldt
- 1893–1902: Otto Bernhard von Budberg-Bönninghausen
- 1902–1918: Eduard von Dellingshausen
- 1918–1920: Otto von Lilienfeld